# Lophocampa cinnamomea
Lophocampa cinnamomea är en fjärilsart som beskrevs av Jean Baptiste Boisduval 1869. Lophocampa cinnamomea ingår i släktet Lophocampa och familjen björnspinnare. Inga underarter finns listade i Catalogue of Life.